# جيمس نوكس (كاهن كاثوليكي)
جيمس نوكس (بالإنجليزية: James Knox)‏ هو كاهن كاثوليكي أسترالي، ولد في 2 مارس 1914 في أستراليا الغربية في أستراليا، وتوفي في 26 يونيو 1983 في روما في إيطاليا.

## روابط خارجية
- جيمس نوكس على موقع مونزينجر (الألمانية)